# Християнство в Косові
Християнство в Косово має давні традиції, що сягають часів Римської імперії. Весь Балканський регіон був християнізований Римською, Візантійською та Першою Болгарською імперіями до 10 століття. Після Косовської битви в 1389 р. До 1912 р. Косово було частиною мусульманської Османської імперії, і відбувся високий рівень ісламізації. У період після Другої світової війни Косово управлялося світською соціалістичною владою в Соціалістичній Федеративній Республіці Югославії (СФРЮ). У цей період косовари дедалі більше секуляризувались. Сьогодні 90% населення Косово походить з мусульманських сімей, більшість з яких є етнічними албанцями  але також включає слов'ян (які в основному ідентифікують себе як горанців або боснійців) і турків.

## Католицька церква

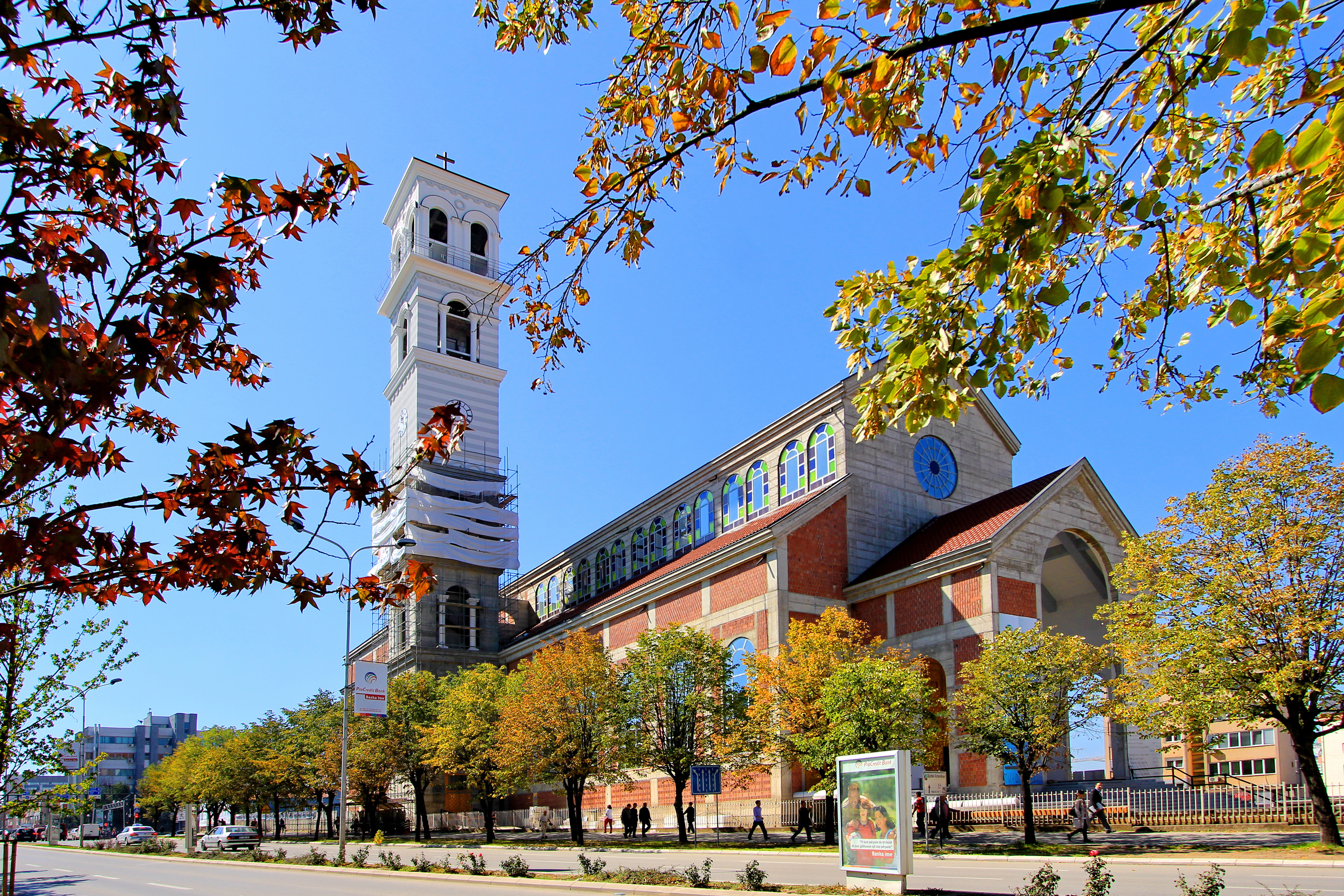
Собор Святої Матері Терезії в Приштині

Близько трьох відсотків етнічних албанців в Косово залишаються членами католицької церкви, незважаючи на століття османського панування. У той період, коли навернення католиків до ісламу було найшвидшим (друга половина XVI до кінця XVIII ст.), багато продовжували практикувати католицькі обряди приватно, хоча католицька церква забороняла це з 1703 р. і вже в 1845 р. значна кількість людей, які пройшли мусульманство, оголосили себе католиками, щоб уникнути призову на військову службу. Досі повідомляється про випадки, коли сім'ї "повертаються" до своєї католицької віри - за оцінками, в Косово є 65 000 католиків та ще 60 000 католиків, які народилися за межами Косово.  Мати Тереза, батьки якої були з Косово, побачила бачення, яке вирішило її релігійні переконання, у церкві Чорної Мадонни в Летниці в Косові. Її іменем названий центральний бульвар в Приштині. Католицький собор був освячений у Приштині в 2011 році, будуючи його на землі, подарованій муніципалітетом. Під час війни в Косово (1999) відбувався вандалізм католицьких церков в Косово.  Церква Святого Антонія, розташована в Джакові, мала серйозні пошкодження від солдатів югославських сербів. У Приштині офіцери югославських сербів викинули з католицької церкви Святого Антонія черниць та священика та встановили на шпилі радар, що призвело до бомбардування НАТО церкви та прилеглих будинків.

## Східно-православна церква
Населення сербів, яке, за оцінками, становить від 50 000 до 100 000 чоловік, є переважно сербськими православними. Косово має 26 монастирів і багато церков, сербські православні церкви та монастирі,    з яких три є об'єктами всесвітньої спадщини: Пецький патріарший монастир (хоча Патріарх Сербської православної церкви протягом століть проживає в інших місцях), Високі Дечани та Грачаниця. Десятки церков були зруйновані, а інші пошкоджені після закінчення сербського управління в 1999 році, а ще 35 були пошкоджені в тиждень насильства в березні 2004 року . 

## Протестантизм
Існує також невелика кількість євангельських протестантів, традиції яких сягають часів роботи методистських місіонерів із центром у Бітолі наприкінці 19 століття. Їх представляє Косовська протестантська євангельська церква. 